# 5. SS-Panzer-Division Wiking
De 5. SS-Panzer-Division Wiking was een pantserdivisie van de Waffen-SS, die bestond naast de reeds bestaande SS. De divisie werd opgericht in november 1940 en gedurende de Tweede Wereldoorlog aan het oostfront als onderdeel van verschillende Heeresgruppen ingezet in meerdere regio's. Ze gaf zich in mei 1945 over aan het Amerikaanse Leger. 
Het symbool van de Wikingdivisie was een cirkelvormige swastika op een schild. 
Het was een fanatieke en harde divisie en bestond, in tegenstelling van wat de nazipropaganda wilde doen geloven, slechts voor een klein deel uit buitenlandse vrijwilligers. Als onderdeel van de Waffen-SS werd de divisie schuldig bevonden aan oorlogsmisdaden tijdens de processen van Neurenberg.

## Geschiedenis

### Oprichting
De 5e SS-Panzer-Division werd opgericht op 20 november 1940 als de SS-Division Germania, maar veranderde nog tijdens de oprichtingstijd van naam naar de SS-Division Wiking in januari 1941. In februari 1941 werd een Finse vrijwilligerseenheid bij de divisie gevoegd. De divisie werd opgeleid op de Truppenübungsplatz Heuberg. In april 1941 werd de divisie klaar geacht voor de strijd.

### Wapenfeiten in de periode 1941-43
Kort na het begin van Operatie Barbarossa werd de divisie voor het eerst ingezet aan de frontlinie in Tarnopol, Galicië, op 29 juni 1941. Op dat moment behoorde de divisie tot de Heeresgruppe Süd van de Duitse troepen die vanuit het sinds 1939 bezette deel van Polen de Sovjetunie waren binnengevallen. In augustus vocht Wiking aan de Dnjepr, waar ze een bruggenhoofd trachtte te vestigen. Vervolgens trok de divisie door Dnipro (toen Dnjepropetrovsk) en vervolgens ging het verder in oostelijke richting naar Rostov. Tijdens de winter werd de SS-Division Wiking teruggetrokken naar de Mius. Ondanks zware aanvallen van het Rode Leger leed Wiking aan de Mius relatief geringe verliezen.
Met de zomeroffensieven die de Duitsers ondernamen in 1942 vocht Wiking zich een baan naar de Kaukasus, waarbij de divisie ver naar het zuiden doorstootte, tot ze in oktober 1942 na zware gevechten Malgobek veroverde. Vanaf dat moment kreeg Wiking te maken met sterke tegenaanvallen van het Rode Leger. Op 9 november 1942 volgde de officiële omdoping naar SS-Panzergrenadier-Division Wiking.
Na de overgave van het Duitse 6e Leger bij Stalingrad, moest Wiking zich al vechtend terugtrekken uit de Kaukasus. De divisie vocht bij operaties rond Charkov en de Dnjepr. Pas op 22 oktober 1943 kreeg de divisie zijn uiteindelijke naam 5. SS-Panzer-Division Wiking.

### Wapenfeiten in de periode 1944-45
Wiking was begin 1944 onderdeel van het 42e Legerkorps en raakte van 24 januari tot 16 februari 1944 ingesloten was in de zak van Cherkassy. Aangezien Wiking de enige pantserdivisie was in deze zak, vormde de divisie de speerpunt van de uitbraak uit de omsingeling. Hoewel de divisie in haar opzet slaagde, verloor ze bij deze operaties al haar tanks en een groot deel van haar manschappen.
De overblijfselen van de divisie werden samengebracht tot een Kampfgruppe, die werd overgeplaatst naar Polen waar de divisie terug werd opgebouwd. Vervolgens nam Wiking samen met de 3. SS-Panzer-Division Totenkopf en de Duitse 19e Pantserdivisie deel aan wanhopige tegenaanvallen bij Warschau om de Russische opmars tot stilstand te brengen. Daar stabiliseerde het front zich tot in januari 1945.
In december 1944 werd Wiking echter teruggetrokken uit Warschau en overgeplaatst naar het zuiden om daar deel te nemen aan de operaties om de omsingelde Duitsers in Boedapest te ontzetten. De 5e SS-pantserdivisie viel twee weken lang aan, maar werd door massale Russische tegenstand teruggedrongen. De divisie werd langzaam teruggedrongen door Oostenrijk, waar de divisie zich op 8 mei 1945 overgaf aan de Amerikaanse 3rd Infantry Division bij Radstadt in het Salzburgerland.

## Andere nationaliteiten
- Nederland: 631 Nederlanders werden gemeld bij het Infanterieregiment Westland in juni 1941.
- Vlaanderen: 45 Vlamingen hebben gediend bij het Infanterieregiment Westland.
- Noorwegen: 294 Noren dienden in het Infanterieregiment Nordland op 22 juni 1941. Een andere eenheid, de SS Freiwilligen Panzer Grenadier Abteilung, zou ook Noren in de rangen hebben gehad, maar de eenheid zou niet onafhankelijk geopereerd hebben.
- Denemarken: 216 Denen maakten deel uit van het Infanterieregiment Nordland in juni 1941.
- Zwitserland: een onbekend aantal Zwitsers maakte deel uit van de 5e SS-Pantserdivisie.
- Finland: 421 Finnen dienden in de divisie in 1941, en het Finse Vrijwilligersbataljon werd in 1942 bij de divisie gevoegd.
- Zweden: een onbekend aantal Zweden heeft in de 5e SS-Pantserdivisie gediend.
- Estland: Esten dienden in de SS Panzer-Grenadier-Abteilung Narwa.
- Wallonië: Walen dienden in de SS Sturmbrigade Wallonien.
- Volksduitsers: een aantal vervangers werd onder de Volksduitsers van de Balkan en andere regio’s gevonden.

## Oorlogsmisdaden
Soldaten van de SS-Division Wiking hebben deelgenomen aan de moord op honderden joden in een kasteel nabij Zloczow (Zolochiv), samen met leden van een Oekraïense militie. De slachting werd gestopt door soldaten van het Duitse 295e Infanterieregiment onder leiding van Oberstleutnant Helmuth Groscurth. Dit gebeurde tijdens de eerste dagen van juli 1941.
Op 9 juli 1941 slachtten soldaten van de Wikingdivisie joden af nabij Lviv om wraak te nemen voor de dood van Hilmar Wäckerle, commandant van het SS-Panzer-Grenadier-Regiment Westland.
Nog in juli 1941 hebben soldaten van Wiking commissarissen van de Communistische Partij en andere ambtenaren vermoord in Zhitomir.
Einsatzkommando 11 van Einsatzgruppe D reisde mee met de divisie in 1942 en vermoordde iedereen die als ongepast werd beschouwd.
Sonderkommando Jankuhn, onder leiding van dr. Herbert Jankuhn en onderdeel van de SS-Ahnerbe werd door Wiking gesteund bij de plunderingen van kostbaarheden aan de Zwarte Zee in 1942.
De Finse vrijwilligers die niet in het Finnisches Freiwilligen-Batallion der Waffen-SS dienden maar verdeeld waren onder de andere eenheden van de SS-Division Wiking, schreven in hun brieven naar huis dat krijgsgevangenen en burgers erg slecht werden behandeld of zelfs gedood in de eerste fasen van de oorlog aan het oostfront.
Soldaten van Wiking waren betrokken bij het vermoorden van Hongaarse joden in maart en april 1945. Voor deze feiten werd Adolf Storms op 17 november 2009 beschuldigd van de moord op 58 Joods-Hongaarse dwangarbeiders nabij Deutsch Schützen in Oostenrijk op 29 maart 1945. Hij stierf voor hij voor de rechtbank moest verschijnen.
In tegenstelling tot deze misdaden verklaarde Obergruppenführer Felix Steiner over het beruchte commissarissenbevel (dat bevel gaf elke commissaris van de Communistische Partij van de Sovjet-Unie onmiddellijk neer te schieten) dat "geen rationeel denkend commandant aan deze order gehoor kan geven".

## Commandanten
| Commandant                           | Begindatum       | Einddatum        |
| ------------------------------------ | ---------------- | ---------------- |
| Obergruppenführer Felix Steiner      | 1 december 1940  | 1 mei 1943       |
| Obergruppenführer Herbert Otto Gille | 1 mei 1943       | 6 augustus 1944  |
| Oberführer Edmund Deisenhofer        | 6 augustus 1944  | 12 augustus 1944 |
| Standartenführer Rudulf Mühlenkamp   | 12 augustus 1944 | 9 oktober 1944   |
| Oberführer Karl Ullrich              | 9 oktober 1944   | 5 mei 1945       |

## Samenstelling
- Stab der Division
- SS-Panzer-Grenadier-Regiment 9 "Germania"
- SS-Panzer-Grenadier-Regiment 10 "Westland"
- SS-Panzer-Grenadier-Regiment "Nordland" (weggehaald in 1943)
- Estnisches SS-Freiwilligen-Panzer-Grenadier-Batallion "Narwa" (teruggehaald in 1944)
- Finnisches Freiwilligen-Batallion der Waffen-SS
- SS-Sturmbrigade "Wallonien"
- SS-Panzer-Regiment 5
- SS-Panzerjager-Abteilung 5
- SS-Sturmgeschutz-Abteilung 5
- SS-Sturmgeschutz-Batterie 5
- SS-Panzer-Artillerie-Regiment 5
- SS-Flak-Abteilung 5
- SS-Werfer-Abteilung 5
- SS-Panzer-Nachrichten-Abteilung 5
- SS-Panzer-Aufklarungs-Abteilung 5
- SS-Panzer-Pionier-Batallion 5
- SS-Dina 5
- SS-Instandsetzungs-Abteilung 5
- SS-Wirtschafts-Batallion 5
- SS-Sanitats-Abteilung 5
- SS-Feldlazarett 5
- SS-Kriegsberichter-Zug 5
- SS-Feldgendarmerie-Trupp 5
- SS-Feldersatz-Battillon 5
- I./SS-Panzer-Grenadier-Regiment 23 "Norge"
- I./SS-Panzer-Grenadier-Regiment 24 "Danmark"